# Kobouleti
Pour la municipalité, voir Kobouleti (municipalité).
 (janvier 2016).
Si vous disposez d'ouvrages ou d'articles de référence ou si vous connaissez des sites web de qualité traitant du thème abordé ici, merci de compléter l'article en donnant les références utiles à sa vérifiabilité et en les liant à la section « Notes et références ».
Kobouleti (en géorgien : ქობულეთი) est une ville d'Adjarie en République de Géorgie, située sur la côte Est de la mer Noire.
Cette station balnéaire comptait 16 546 habitants en 2014. Visitée par de nombreux Géorgiens ainsi que par des personnes venant de l'ex-URSS, Kobouleti a été, du XVIIe siècle au XIXe siècle, un fief de la famille Tavdgiridze (en) sous l'autorité de la principauté de Gourie puis de l'Empire ottoman.

## Histoire
Kobouleti était, du XVIIe au XIXe siècle, la résidence de la famille Tavdgridze et était sous domination de la Gourie ou de l'Empire ottoman. Sous l'Empire ottoman, elle était nommée Çürüksu.
Au XIXe siècle, pendant la guerre entre les Russes et les Turcs Ottomans, Kobouleti et le reste de la Géorgie a été annexé à l'Empire russe. Kobouleti fut devenu une station balnéaire. Elle a été renommée en Smekalovkas par les Russes.
Pendant la période soviétique, les villas étaient affectées aux commissaires de l'Armée rouge. En 1944, Kobouleti reçoit le statut de ville.

## Démographie
La ville est peuplée de 16 546 hab. Elle est majoritairement peuplée de Géorgiens (Adjars) (2014).

## Personnalités liées
- Nino Katamadzé, chanteuse géorgienne ;
- Jano Ananidze, footballeur international géorgien.

## Transport

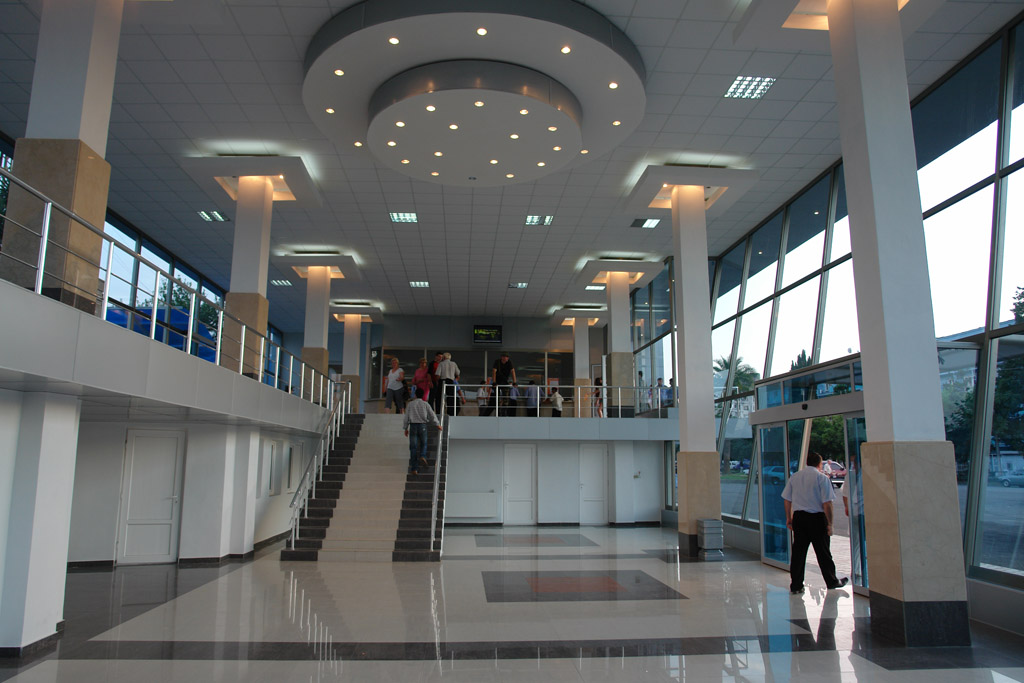
Gare de Kobouleti.

Kobouleti est desservie par une gare ferroviaire qui la relie à Tbilissi (ligne Tbilissi-Batoumi). L'aéroport international de Batoumi et l'aéroport international de Koutaïssi sont à proximité.

## Jumelages
| Ville | Ville     | Pays | Pays    | Période                    |
| ----- | --------- | ---- | ------- | -------------------------- |
|       | Akhtala   |      | Arménie | depuis 2010                |
|       | Alaverdi  |      | Arménie | depuis le 1er octobre 2007 |
|       | Oborniki  |      | Pologne | depuis le 30 juin 2017     |
|       | Pivdenne  |      | Ukraine | depuis 2008                |
|       | Selçuk    |      | Turquie | depuis 1995                |
|       | Terracine |      | Italie  | depuis 2009                |
|       | Świdnica  |      | Pologne |                            |